# Monique le Roux
Monique le Roux, född 17 augusti 1938, död 1985, var en fransk fäktare. Hon deltog i florett, både individuellt och i lag, vid Olympiska sommarspelen 1960. 